# Probador

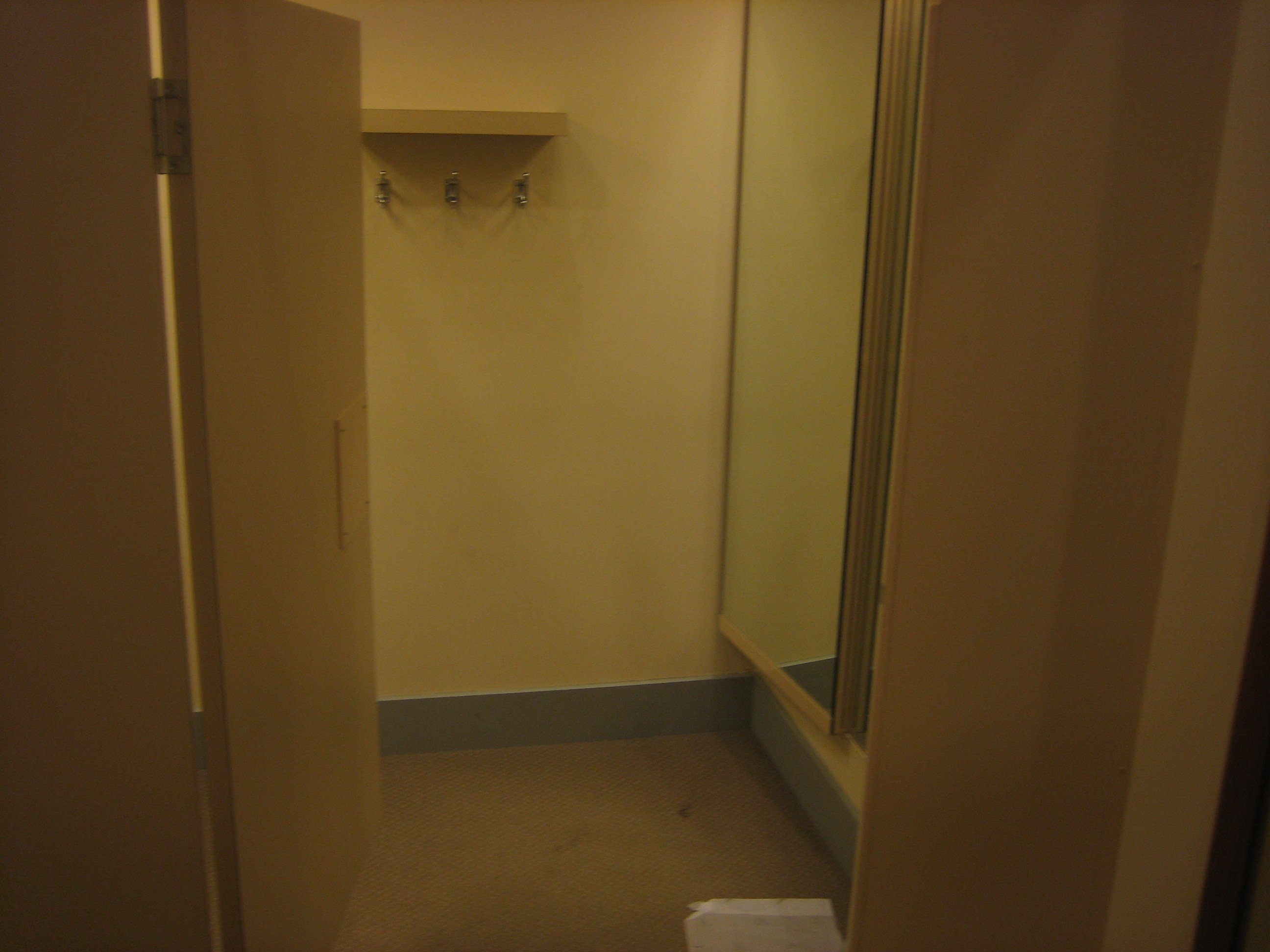
Probador de puerta

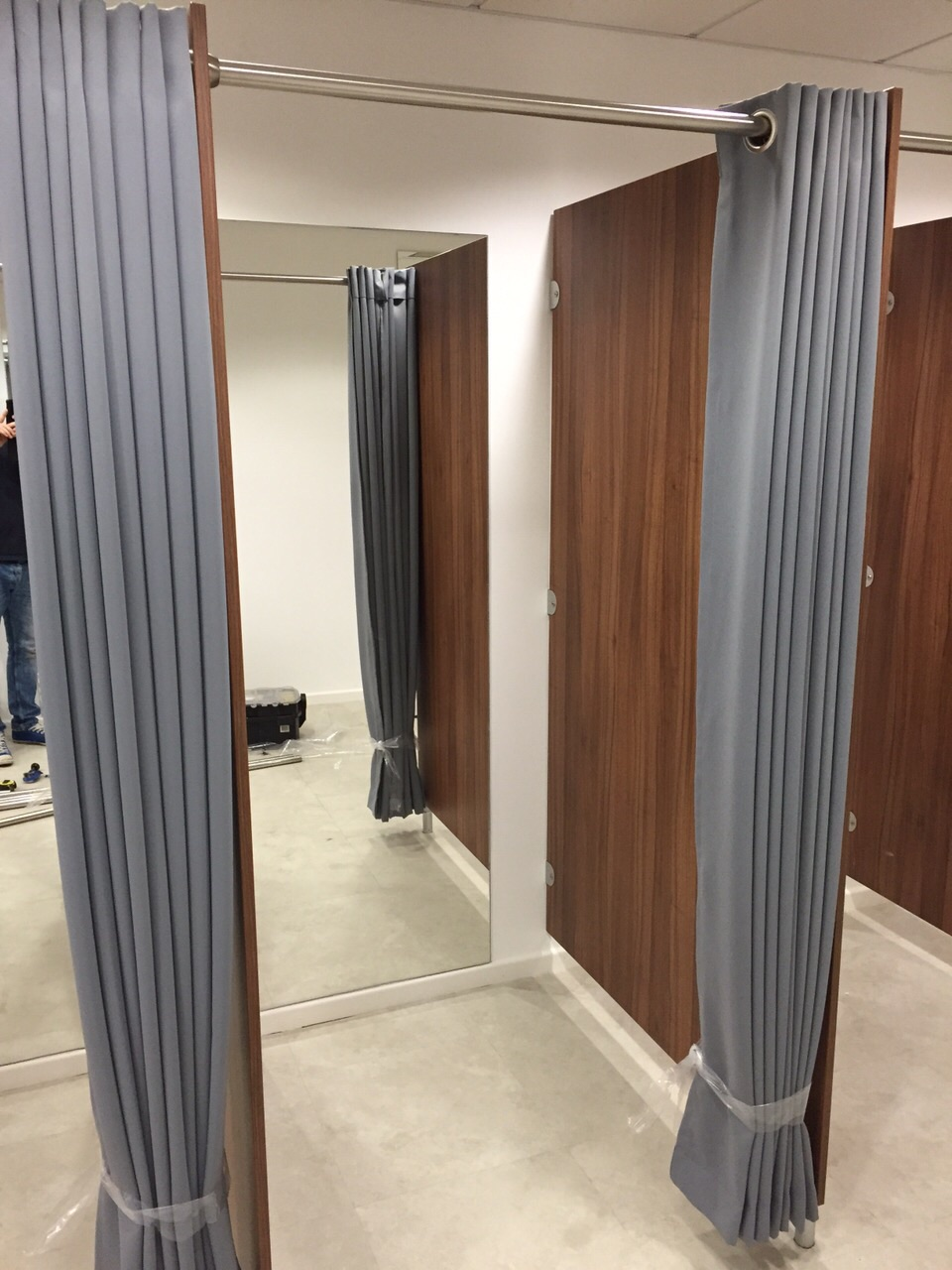
Probador de cortinas

Un probador o vestier es una habitación destinada a cambiarse de ropa en los establecimientos comerciales. 
Los probadores se encuentran en tiendas de ropa en las que se estima conveniente probarse las prendas antes de comprarlas. De ahí, su nombre. Su objeto es el de preservar la intimidad de los clientes mientras se están desvistiendo. Así pues es común encontrar probadores en camiserías, grandes almacenes y tiendas de ropa en general, pero no así en zapaterías, sombrererías y otros establecimientos en los que no es necesario desnudarse para realizar la prueba.
Los probadores son estancias individuales que constan de al menos un espejo de grandes dimensiones y varias perchas fijas para colgar la ropa. Pueden contar también con banquetas u otros pequeños muebles y se cierran mediante una puerta o una cortina corredera. Están situados al fondo del establecimiento en un punto apartado y discreto.

## Historia
Parece que los primeros probadores aparecieron con la difusión de los grandes almacenes. Émile Zola describió su existencia en su novela Au Bonheur des Dames (1883), señalando que estaban prohibidos para hombres. Algunos años más tarde, cuando Henri Gervex, que pintó Jeanne Paquin en 1906, ya no ocurría eso.
En cualquier caso, Buster Keaton trabajó en uno en la película muda americana película de 1928 The Cameraman.

## Probadores virtuales
En el futuro es posible que se generalicen los probadores en los que no es necesario colocar prendas reales sobre el cuerpo para conocer su efecto. Ello es posible a través de la parte de la realidad virtual denominada realidad aumentada que se crea al añadir a elementos reales, otros que son virtuales Otra opción consiste en escanear el cuerpo y mostrarlo en tres dimensiones en un ordenador. Luego, se colocan libremente las prendas de un catálogo sobre el cuerpo virtual, tal como se puede ver en el Museo de las Ciencias Príncipe Felipe de la Ciudad de las Artes y las Ciencias de Valencia. Las ventajas de estas tecnologías es que se puede probar gran cantidad ropa en poco tiempo y sin necesidad de tenerla disponible en el momento. Además, se pueden testar gran número de variaciones en estampados y texturas con el fin de elegir la más adecuada. 